# Trilateralizm
Trilateralizm – otwarta współpraca pomiędzy największymi korporacjami z krajów uprzemysłowionych, mająca na celu kontrolę i zarządzanie krajowymi gospodarkami na skalę światową.
Międzynarodowa przestrzeń geoekonomiczna, w skład której wchodzą trzy bieguny: Unia Europejska – USA – Chiny.  O wyłonieniu się tego trójkąta zadecydowały 2 przesłanki:
- koncentracja atrybutów siły materialnej i bogactw w każdym z tych trzech biegunów oraz logika geoekonomicznych interakcji między nimi;
- udział w światowym handlu, inwestycjach czy finansach międzynarodowych (w tym rola dolara amerykańskiego, euro czy yuana)[1].